# Bełżyce (plaats)
Bełżyce is een stad in het Poolse woiwodschap Lublin, gelegen in de powiat Lubelski. De oppervlakte bedraagt 23,46 km², het inwonertal 7099 (2005).